# Mickey's Racing Adventure
 (avril 2020).
Si vous disposez d'ouvrages ou d'articles de référence ou si vous connaissez des sites web de qualité traitant du thème abordé ici, merci de compléter l'article en donnant les références utiles à sa vérifiabilité et en les liant à la section « Notes et références ».
Mickey's Racing Adventure est un jeu vidéo de course développé par Rare et édité par Nintendo et par Disney Interactive en 1999 sur Game Boy Color.